# Studiu geotehnic

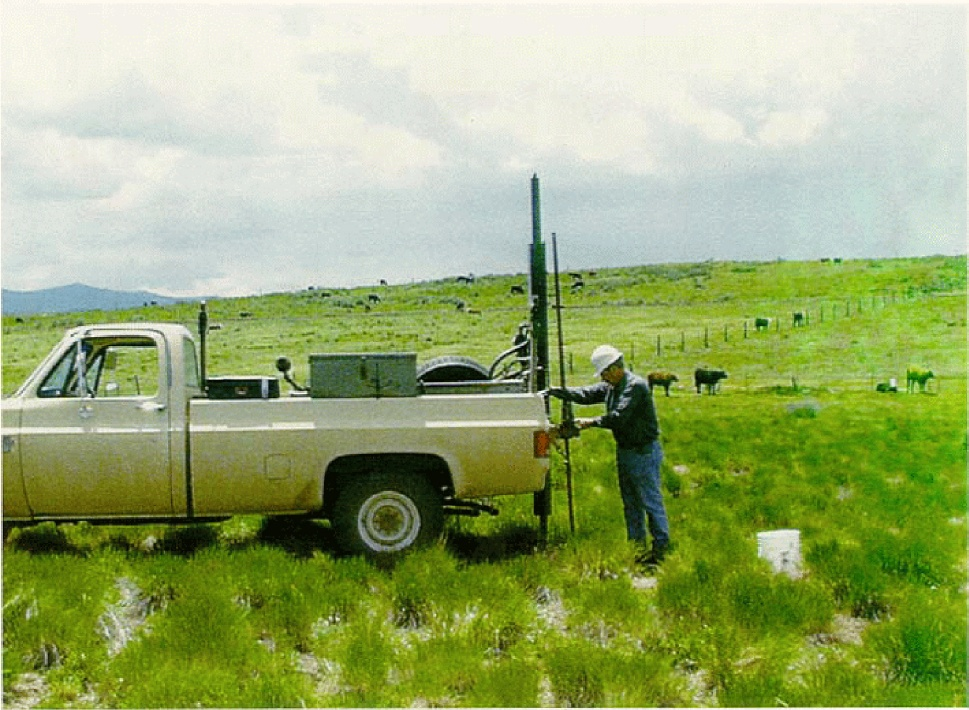
Instalație de foraj geotehnic

Studiul geotehnic reprezintă cea mai des întâlnită formă de documentație geotehnică și este folosit la proiectarea oricărei construcții, prin numeroasele valori referitoare la terenul de fundare pe care le oferă. Scopul efectiv este de a furniza informații cu privire la natura terenului de fundare pentru a ști cum se va dimensiona structura de rezistență. Documentațiile geotehnice pot fi de mai multe feluri:
- Avize geotehnice
- Studii geotehnice pentru PAC
- Studii geotehnice de detaliu
- Monitorizare geotehnică

## Etape de realizare
Realizarea unui studiu geotehnic presupune parcurgerea mai multor etape. Printre cele mai importante menționăm:
- Efectuare foraje geotehnice. Numărul forajelor și adâncimea lor sunt determinate de tipul de construcție. La o casă obișnuită cu laturile ce nu depășesc 16 metri, iar regimul de înălțime este de maximum P+1, se efectuează un singur foraj la 5-6 metri. În urma realizării forajelor se prelevează probe de sol. 
- Analiza probelor de sol la un laborator de specialitate pentru determinarea principalelor caracteristici mecanice. 
- Redactarea studiului geotehnic, care va ține cont de informațiile obținute în primele 2 etape, urmând să se precizeze inclusiv recomandări de fundare. Detaliile din studiul geotehnic sunt însă doar cu titlu de recomandare, decizia finală aparținând entității responsabile de dimensionarea structurii de rezistenta. 

## Costuri de realizare
Prețul unui studiu geotehnic depinde în primul rând de numărul de foraje și adâncimea lor și de analizele aferente. În final toate acestea depind foarte mult de tipul de construcție pentru care se realizează un studiu geotehnic. Atenție! Studiul geotehnic se realizează pentru un anumit tip de construcție, astfel că dacă ulterior realizării lui se dorește schimbarea temei de proiectare cu una mai solicitantă pentru sol, studiul geotehnic trebuie refăcut. Dacă la o casă simplă ale cărei laturi nu depășesc 16 metri, normativul specifică un foraj de 5-6 metri, pentru realizarea de blocuri cu 10 etaje se poate ajunge și la foraje de până la 20-30 de metri, mai ales dacă acestea au și subsol pe mai multe niveluri. De asemenea, la prețul final, pe lângă numărul și adâncimea forajelor, se mai pot adăuga teste speciale, penetrometrie ușoară sau grea, teste cu placa etc, care pot de asemenea să crească prețul. 

## Utilitatea
Pe baza rezultatelor studiului geotehnic se proiectează noua construcție corespunzător și eficient din punct de vedere economic. Din păcate, pe piață există numeroși jucători care oferă doar câteva foi de hârtie fără investigații geotehnice la fața locului. Acest lucru are un efect negativ financiar asupra beneficiarului încă din momentul în care acesta se apucă de construcție. Pentru a se acoperi legal pentru cazul în care în teren va exista un teren nepropice construcției, jucătorul de pe piață care oferă studiul geotehnic din burtă va da în general caracteristicile unui teren prost pentru construcție. În cazul acesta, cel care va proiecta casa va supradimensiona structura de rezistență mai mult decât este nevoie de cele mai multe ori, ceea ce se traduce într-un cost foarte mare de construcție. Cu o economie de câteva sute de lei, proprietarul ajunge să cheltuiască mii de euro în plus pe fundație. De asemenea, un studiu geotehnic realizat prost ar putea duce la o sub dimensionare a structurii de rezistență cu efecte importante în cazul unui cutremur, sau chiar și în lipsa lui, în timp.  
Prin realizarea unui studiu geotehnic corect, se poate dimensiona corespunzător structura de rezistență a unei construcții. Astfel, se evită atât cazul în care structura de rezistență este supradimensionată, caz în care s-ar fi cheltuit bani inutil în plus pentru o rezistență în plus inutilă. De asemenea, se evită și cazul în care structura de rezistență ar fi subdimensionată și s-ar ajunge în cazul în care, în timp, construcția poate avea probleme de rezistență/integritate/estetice, care de foarte multe ori costă foarte mult să fie îndreptate/reparate. 